# Bősárkány
Bősárkány es un pueblo de Hungría, situado en el distrito de Csorna en el condado de Győr-Moson-Sopron. Tiene 23,32 km² de superficie y su población en 2019 se estimó en 2046 habitantes.
El asentamiento alberga el festival y serie de conciertos de música underground Hell Vill, organizado por novena vez en 2014. Durante el evento, bandas amateurs de punk de Hungría y, en menor medida, de países vecinos entretienen al público.

## Demografía
Según el censo de 2011, el pueblo de Bősárkány tenía 2104 habitantes. Desde el punto de vista étnico, la mayoría de los habitantes (el 98,49 %) eran húngaros. La etnia es desconocida para 0,21 % de los habitantes. Desde el punto de vista religioso, la mayoría de los habitantes (el 80,56 %) eran católicos romanos, también había minorías de luteranos (1,71 %) y personas sin religión (1,52 %). Para el 15,97 % de los habitantes se desconoce su afiliación religiosa.

## Alcaldes
- 1990-1994: Ernő Sipőcz (Demokrata Baráti Kör)[6]
- 1994-1998: Imre Szalay (KDNP-FKgP)[7]
- 1998-2002: Imre Szalay (Fidesz-FKgP-MDNP-MKDSZ)[8]
- 2002-2006: Imre Szalay (Fidesz-MKDSZ)[9]
- 2006-2010: Imre Szalay (Fidesz-KDNP)[10]
- 2010-2014: Imre Szalay (Fidesz-KDNP)[11]
- 2014-2019: Imre Szalay (Fidesz-KDNP)[12]
- Desde 2019: Imre Szalay (Fidesz-KDNP)[13]

## Lugares de interés
- Iglesia católica romana con la Manzana del Templo.[14] La Iglesia católica romana de la Santísima Trinidad fue construida en 1754 con una donación del duque Esterházy. Las vidrieras de la iglesia se hicieron en el taller de vidrio de Mohay durante el mandato del rector titular Sándor Maráz basándose en los diseños del Dr. Zoltán Szabó, sacerdote, historiador del arte y pintor.
- Szent Sebestyén, Flórián, grupo escultórico Rozália
- Estatua de la Sagrada Familia
- Parque de la misericordia